# Grüne Schwefelbakterien
Grüne Schwefelbakterien, auch Chlorobien genannt (von altgriechisch χλωρός chlorós, deutsch ‚der hellgrüne, frische‘), sind einzellige, phototrophe, obligat anaerobe Bakterien (Domäne Bacteria) mit verschiedenen äußeren Formen und ohne aktive Bewegung. Die Grünen Schwefelbakterien bilden innerhalb der Bakterien eine kohärente und isolierte Gruppe (Klade), weshalb sie als eigenständige Klasse – teilweise sogar als eigenes Phylum – in der biologischen Systematik klassifiziert werden.

## Physiologie
Die Vertreter der Grünen Schwefelbakterien betreiben eine anoxygene Photosynthese mit reduzierten Schwefelverbindungen, wie Schwefelwasserstoff (H2S) und Thiosulfat (S2O32−), oder mit elementarem Schwefel als Reduktans. Einige Arten sind auch in der Lage, Wasserstoff oder zweiwertiges Eisen (Fe(II)) phototroph zu oxidieren. Bei der Oxidation von Schwefelwasserstoff erfolgt zunächst eine Oxidation nur bis zum elementaren Schwefel, der außerhalb der Zellen abgelagert wird. Dieser Schwefel ist sehr gut mikroskopisch als hellstrahlende Kugeln erkennbar, die den Bakterienzellen von außen anhaften. Bei einsetzendem Schwefelwasserstoff-Mangel erfolgt dann eine Oxidation des abgelagerten Schwefels zu Sulfat. Auch Thiosulfat, das nur von wenigen Arten verwendet wird, wird phototroph vollständig zu Sulfat oxidiert.
Die Kohlenstoffdioxid-Assimilation läuft nicht wie bei den meisten Phototrophen über den Calvin-Zyklus, sondern über den reversen Citratzyklus. Grüne Schwefelbakterien sind im Allgemeinen photoautotroph, einige können aber auch organische Stoffe mit Hilfe der Lichtenergie assimilieren, sind dann also photoheterotroph.
Das Photosystem der Grünen Schwefelbakterien befindet sich neben dem ATP-bildenden System in ihrer Cytoplasmamembran und enthält Bacteriochlorophyll a. Als Antennenpigmente dienen Bacteriochlorophyll c, d oder e, die in so genannten Chlorosomen enthalten sind; das sind Membransäckchen, die an der Innenseite der Cytoplasmamembran mit dieser in Kontakt stehen. Die Cytoplasmamembran mit einem Teil des Photosystems und die Chlorosomen mit einem anderen Teil bilden eine funktionelle Einheit.

## Habitat
Grüne Schwefelbakterien kommen in anoxischen, schwefelwasserstoffhaltigen Gewässerbereichen vor. Da sie sehr effektiv Licht für ihre Photosynthese nutzen können, kommen sie auch in lichtarmen Bereichen vor, so auch in größerer Tiefe als andere phototrophe Lebewesen.

## Konsortien
Einige Grüne Schwefelbakterien bilden mit chemoheterotrophen Bakterien Aggregate, die für beide Partner vorteilhaft sind (Mutualismus), mikrobielle Konsortien. Ein Beispiel dafür ist „Chlorochromatium aggregatum“ (da es sich um zwei verschiedene Lebewesen handelt, ist diese Bezeichnung kein Taxon!): Um ein langes begeißeltes heterotrophes Bakterium sind mehrere Individuen von Grünen Schwefelbakterien angeordnet. Das heterotrophe Bakterium kann Sulfat zu Sulfid reduzieren.

## Taxonomie und Phylogenie
Traditionell erfolgt eine taxonomische Klassifikation anhand von leicht erkennbaren phänotypischen Merkmalen. Neben der Zellmorphologie wurde z. B. die Bildung von Gasvesikeln zur Unterscheidung einzelner Gattungen innerhalb der Chlorobiaceae herangezogen. Die braunen Chlorobien wurden von den grünen durch die unterschiedliche Zusammensetzung ihrer Pigmente Chlorophyll und Carotinoiden unterschieden. Eine Unterscheidung von Subspezies erfolgte anhand der Verwendung von Thiosulfat als photosynthetischem Elektronendonor. Diese klassischen Unterscheidungsmerkmale, auch wenn sie noch immer Anwendung finden, decken sich nicht mit den aktuellen molekularbiologischen Ergebnissen. Sie haben daher für die phylogenetische Taxonomie der Chlorobiaceae nur eine geringe Bedeutung.
Die hier angegebene Systematik basiert mit Stand 11. März 2022 auf den folgenden Quellen:
- L – List of Prokaryotic names with Standing in Nomenclature (LPSN), Deutsche Sammlung von Mikroorganismen und Zellkulturen (DSMZ)[13]
- N – National Center for Biotechnology Information (NCBI, Taxonomy Browser)[14]
- G – Genome Taxonomy Database (GTDB), University of Queensland (UQ), Australien.[15][16][17] – hier nur ersatzweise benutzt bei fehlender Referenz zu LPSN und NCBI.

Die GTDB versteht abweichend von LPSN und NCBI das Phylum Bacteroidota im weiteren Sinne, d. h. dem Umfang nach identisch mit der Bacteroidetes–Chlorobi-Gruppe (Bacteroidota–Chlorobiota); die in dieser Klade enthaltenen Phyla (entsprechend LPSN/NCBI) beinhalten (bis auf Bacteroidetes selbst) jeweils nur eine einzige Klasse und sind in der GTDB auf diese Rangstufe herabgestuft. Nach der GTDB-Systematik gehören die Grünen Schwefelbakterien zum
- Phylum Bacteroidota Krieg et al. 2021 (G,L), mit Synonymen Bacteroidetes Krieg et al. 2012 (L,N) und „Sphingobacteria“ Cavalier-Smith 2002 (L)[18][S 1]

Nach der konventionellen LPSN- und NCBI-Systematik gehören sie dagegen als einziges Mitglied zum
- Phylum Chlorobi Iino et al. 2010 (L,N), Grüne Schwefelbakterien[13][S 2]

Bei der inneren Systematik gibt es dagegen auf Klassen- und Ordnungs-Niveau im Wesentlichen Übereinstimmung:
- Klasse Chlorobiia Garrity & Holt 2022 (L), Nalias Chlorobea Cavalier-Smith 2002 (L,N) bzw. „Chlorobia“ Garrity & Holt 2001 (L,N) oder Whitman et al. 2018 (L) oder Chlorobia (G:ohne Autor)
  - Ordnung Chlorobiales Gibbons & Murray 1978 (L,N;G:ohne Autor) bzw. „Chlorobiales“ Garrity & Holt 2001
Innere Systematik nach LPSN und NCBI:
    - Familie Candidatus Thermochlorobacteriaceae Liu et al. 2012 (L; N:ohne Autor)
      - Gattung „Candidatus Thermochlorobacter“ Liu et al. 2012 (L,N)

    - Familie: Chlorobiaceae Copeland 1956 (L,N) alias „Chlorobiaceae“ Garrity & Holt 2001 (L)
      - Gattung Chloroherpeton Gibson et al. 1985 (L,N)
      - Gattung Chlorobium Nadson 1906 emend. Imhoff 2003 (N) mit Synonym Schmidlea Lauterborn 1913
      - Gattung Ancalochloris Gorlenko & Lebedeva 1971 (L,N)
      - Gattung Chlorobaculum Imhoff 2003 (L,N)
      - Gattung „Chloroplana“ Dubinina & Gorlenko 1975 (L)
      - Gattung „Clathrochloris“ Witt et al. 1989 bzw. Geitler 1925 (N;L:ohne Autor)
      - Gattung Pelodictyon Lauterborn 1913 (N)
      - Gattung Prosthecochloris Gorlenko 1970 (L) …emend. Imhoff 2003 (N)

Anmerkung: Beim NCBI wurde (Stand März 2023) die Gattung Chloroherpeton seitdem verschoben zusammen mit den Stämmen GBChlB und 445 in eine eigene
  - Familie „Chloroherpetonaceae“ Bello et al. 2022 (N)

Die GTDB sieht die Gattungen Chloroherpeton und Thermochlorobacter in derselben Familie (G:ohne Autor, Stand März 2023):
  - Familie Chloroherpetonaceae
    - Gattung Chloroherpeton
    - Gattung Thermochlorobacter (mit 2 Spezies)
    - Gattung GBChlB mit Stamm GBChlB
    - Gattung JACMJS01 mit MAG ES-bin-17

  - Familie Chlorobiaceae
    - Gattung Chlorobaculum Imhoff 2003
    - Gattung Chlorobium
    - Gattung Chlorobium_A (abgetrennt von Chlorobium bzw. Prosthecochloris)
    - Gattung Prosthecochloris

## Synonymien
1. ↑  
Bacteroidetes Krieg et al. 2012 (L,N), Synonyme:
  - Bacteroidota Krieg et al. 2021 (L), Bacteroidota Whitman et al. 2018 (L,N)
  - „Bacteroidaeota“ Oren et al. 2015 (L,N)
  - „Sphingobacteria“ Cavalier-Smith 2002 (L)
  - BCF group (N), Bacteroides-Cytophaga-Flexibacter group (N)
  - CFB group (N), Cytophaga-Flexibacter-Bacteroides phylum (N)
2. ↑  
Chlorobi Iino et al. 2010 (L,N), zuvor „Chlorobi“ Garrity & Holt 2001 (L,N), mit Synonymen:
  - Chlorobaeota Oren et al. 2015 (L,N)
  - Chlorobiota Iino et al. 2021 (L,N), zuvor „Chlorobiota“ Whitman et al. 2018 (L)
  - Grüne Schwefelbakterien, en. Green sulfur bacteria (N), nach (G) wäre das aber die deutsche Bezeichnung für die Klasse Chlorobea.
3. ↑  
Chlorobea Cavalier-Smith 2002 (L,N), Synonyme:
  - „Chlorobia“ Garrity & Holt 2001 (L,N) bzw. Whitman et al. 2018 (L)
  - „Chlorobiia“ Cavalier-Smith 2020 (L)

### Chlorobium
Die Gattung Chlorobium umfasst die Grünen Schwefelbakterien mit stäbchenförmiger oder gekrümmt stäbchenförmiger (vibroider) Zellform, welche einzeln oder in Zellaggregaten auftreten. Einige Arten weisen Gasvesikel auf. Unter anoxischen Bedingungen und in Gegenwart von Licht und reduzierten Schwefelverbindungen (wie Sulfid) oder elementarem Schwefel ist ein photolithotrophes Wachstum möglich. Thiosulfat und Wasserstoff können ebenfalls von einigen Chlorobien verwendet werden. Bei der phototrophen Oxidation von Sulfid wird elementarer Schwefel temporär außerhalb der Zellen abgelagert. Sulfat ist bei allen reduzierten Schwefelverbindung das Endprodukt. In Anwesenheit von Sulfid und Bicarbonat können einfache organische Substrate photoassimiliert werden. Bei den stäbchenförmigen Arten beträgt die Zelldicke (Durchmesser) etwa 0,6 bis 1,2 µm und sie benötigen für ihr Wachstum kein Salz. Die vibroiden Arten besitzen eine Zelldicke (Durchmesser) von 0,3 bis 0,9 µm und benötigen geringe Salzkonzentrationen für ihr Wachstum. Vitamin B12 ist für viele Arten innerhalb dieser Gattung obligatorisch.

Struktur von Chlorobacten

Als photosynthetische Pigmente werden Bacteriochlorophyll (BChl) c, d oder e verwendet. Das BChl c tritt dabei immer zusammen mit Carotinoiden der Chlorobacten-Gruppe auf, während BChl e immer mit den Carotinoiden der Isorenierat-Gruppe assoziiert ist. Unter den bisher beschriebene Arten sind Chlorobium limicola, Chl. ferrooxidans, Chl. phaeobacteroides, Chl. clathratiforme, Chl. phaeovibrioides und Chl. luteolum.

### Prosthecochloris
Die in der Gattung Prosthecochloris zusammengefassten Bakterienarten sind sphärisch bis eiförmig (ovoid) oder stäbchenförmig. Es sind Einzelzellen, die in der Lage sind, unverzweigte Prosthecen zu bilden. Die Zellen erreichen einen Durchmesser von 0,5 bis 0,7 µm und eine Zelllänge von 0,5 bis 1,2 µm.
Photolithotrophes Wachstum tritt unter anoxischen Bedingungen im Licht und mit reduzierten Schwefelverbindungen (wie Sulfid) oder elementarem Schwefel ein. Bei der phototrophen Oxidation von Sulfid wird elementarer Schwefel temporär außerhalb der Zellen gebildet. Das Endprodukt ist stets Sulfat. Als photosynthetische Pigmente dienen BChl c und d oder BChl e. BChl c und d wird dabei von Carotinoiden der Chlorobacten-Gruppe begleitet. BChl e hingegen von der Isorenierat-Gruppe. Salz und Vitamin B12 ist für diese Vertreter der Grünen Schwefelbakterien ein obligatorischer Wachstumsfaktor. Zu den bisher beschriebenen Arten gehören P. aestuarii und P. vibrioformis.

### Chlorobaculum
Unter der Gattung Chlorobaculum werden vibroide oder stäbchenförmige Vertreter erfasst, von denen einige Gasvesikel enthalten. Die Zellgröße liegt bei 0,3 bis 1,1 µm. Vitamin B12 ist für viele Arten obligatorisch. Photolithotrophes Wachstum tritt unter anoxischen Bedingungen im Licht und mit reduzierten Schwefelverbindungen (wie Sulfid und Thiosulfat) oder elementarem Schwefel ein. Bei der phototrophen Oxidation von Sulfid wird elementarer Schwefel temporär außerhalb der Zellen gebildet. Das Endprodukt ist stets Sulfat. Bei der Anwesenheit von Sulfid und Bicarbonat können einfache organische Substrate photoassimiliert werden. Photosynthetische Pigmente sind BChl c und d oder BChl e. Die grünen Chlorobaculum-Arten enthalten Carotinoide der Chlorobacten-Gruppe, die braunen Chlorobaculum-Arten hingegen die der Isorenierat-Gruppe. Zu den bisher beschriebenen Arten gehören Chl. tepidum, Chl. limnaeum, Chl. thiosulfatiphilum, Chl. parvum und Chl. chlorovibrioides.